# 傍論
傍論（ぼうろん、羅：Obiter dictum、オビタ・ディクタム）とは、英米法の概念で、判決文の中の判決理由において示された裁判所（裁判官）の意見の内、判決の主文の直接の理由であって判例法としての法的拘束力が認められる判決理由の核心部分（羅：ratio decidendi、レイシオ・デシデンダイ）に、含まれない部分。

## 英米法における傍論の効力
判例法を中心とする法域である英米法においては、判決の主文の直接の理由となる判決理由の核心部分（レイシオ・デシデンダイ）に、法源性のみならず法的拘束力も認められ、判決が判例法となることが通例である。判決の主文の直接の理由となる判決理由の核心部分（レイシオ・デシデンダイ）が判例法としての法的拘束力を有するのに対し、傍論は、判例法としての法的拘束力を有さない。

## 日本法における「傍論」の存否・効力
以上に述べたように、本来が英米法の概念である「傍論」が、そのまま日本法にも概念し得るかについては、肯定説も否定説も存在する。ここでは、まず、肯定説と否定説との間における争いが無い判決理由の全体の性質、及び、法律が規定する「判例」について述べ、その上で、肯定説と否定説との相違について述べる。

### 判決理由

#### 法源性の有無
制定法を中心とする日本法においては、判決文で重要なのは主文である。判決理由は裁判所（裁判官）が主文を得るに至った理由を説示するものであり、法律と同等の法源性は、認められない。とくに憲法39条のいう「適法」とは実定法のことであり判例法（個別裁判で説示された法解釈）ではない。
判例は司法実務を拘束しており（下記）、判決理由から得られる法解釈の重要性について学説上の争いはない。一方で日本法における判決理由の独自の法源性については、学説によって見解が分かれる（詳細については、法源の項を参照のこと）。

#### 効果（拘束力）
では、日本法における判決理由は、どのような効果を持つか。
上級審の裁判所の判決理由は、同一事件について下級審の裁判所を拘束する（裁判所法4条）。ただし、他の事件について、他の裁判所に対しては、法規範的な拘束力（法的拘束力）を有さない。
しかし、最高裁判例が裁判実務に事実上の支配力を及ぼし、これに従って裁判をする事例は、極めて多い。これは、最高裁判所が終審裁判所として法解釈を示す機関であり、下級審の裁判所が同種事件の処理に当たって最高裁の判決理由を尊重せねば、法的安定性を害する、という理由に基づく。つまり、最高裁判所の出した判決の判決理由の内、少なくとも具体的な事件を処理した主文の理由となる部分は、同種の他の事件について、他の裁判所に対し、判例として事実上の拘束力を持つ、ということである。

### 法律が規定する「判例」
「判例」を規定する主要な法律としては、以下の3つが挙げられる（詳しくは、判例#日本における判例を参照）。
- 刑事訴訟法（405条2号）

いわゆる「判例違反」と呼ばれる、下級裁判所が「最高裁判所の判例と相反する判断をした」ときに、いわゆる「上告理由」となる旨を規定。
- 民事訴訟法（318条）

いわゆる「判例違反」と呼ばれる、下級裁判所が「最高裁判所の判例（これがない場合にあっては、大審院又は上告裁判所若しくは控訴裁判所である高等裁判所の判例）と相反する判断」をしたときに、いわゆる「上告受理の申立て理由」となる旨を規定。
- 裁判所法（第10条3号）

いわゆる「判例変更」と呼ばれる、「憲法その他の法令の解釈適用について、意見が前に最高裁判所のした裁判に反するとき。」に「大法廷」が裁判をする旨を規定。

### 「傍論」の存否・定義
「傍論」の存否についての肯定説と否定説との間における争いは、文字通りに「存否」を争うというよりも、単に、「傍論」の定義が（肯定説と否定説との間で）異なっていることから生じる、考え方の違い、という側面が強い。
上（#効果（拘束力））でも述べたように、そもそも、日本法における判決理由は、法的拘束力を有さない。よって、英米法におけるレイシオ・デシデンダイの重要な要素である「判例法としての法的拘束力が認められる」という点が概念し得ない。
そこで、英米法におけるオビタ・ディクタム（傍論）とは、本記事の冒頭にも述べられている通り、「判決文の中の判決理由において示された裁判所（裁判官）の意見の内、（中略）判例法としての法的拘束力が認められる判決理由の核心部分（レイシオ・デシデンダイ）に、含まれない部分。」のことなのであるから、この「傍論」を日本法においても概念するためには、このレイシオ・デシデンダイの重要な要素である「判例法としての法的拘束力が認められる」という点をどのように調整するかが問題となる。

#### 肯定説
肯定説は、そもそも、日本法における判決理由が法的拘束力を有さないのであるから、レイシオ・デシデンダイの、もう1つの重要な要素である「判決文の中の判決理由において示された裁判所（裁判官）の意見の内、判決の主文の直接の理由であ（中略）る判決理由の核心部分」という点のみに着目し、これに含まれない部分を「傍論」と呼ぶ。この考え方に基づけば、当然、日本法においても「傍論」が存在する、という帰結になる。
斎藤寿郎は、判決理由が事件の結論に到達するために必要不可欠な直接の「主たる理由の部分」と「その余の部分」とに分けられ、日本において後者が「傍論」と呼ばれるとし、最高裁判所の判例が上述（#効果（拘束力））のような事実上の拘束力をもつのは、「主たる理由の部分」であり、「傍論」は含まれないと解すべきである、としている。
上述の法律が規定する「判例」に関連し、中野次雄は自著の中で、判例を法だと考える英国では傍論という区別は大変に重要であるが、日本においてもそれは同じであるとし、その理由として、第一に、刑事事件の「上告理由」としての「判例違反」があるかどうか、また民刑を問わず「判例変更」手続をとる必要があるかどうかという点と、第二に、もしそれが変更されないことの相当程度保障されている「判例」であるならば、一般の裁判官としてはこれを尊重しなければならないが、単なる「傍論」であればそういう力をもたないという点でこの区別が重要であるとしている。また、事件の論点についての判断でない説示は明らかに「傍論」であり、そのことにはだれも異論がないとしている。そして、この判決理由の内の「傍論」について、「その裁判理由をより理解させ、その説得力を強めるために書かれるのが通例で、いうまでもなく判例のような拘束力を持たないが、将来の判例を予測する資料としては意味をもつ場合があることに注意する必要がある。傍論といえども大法廷または小法廷の裁判官の全員一致もしくは多数の意見として表示されたものである。そして、それは将来他の事件を裁判する際にはそれ自体判例となるか少なくとも判例を生み出すものを含んでいることが少なくない。それには、判例のようなあとで変更されないという制度的保障はないが、その意見に加わった裁判官がその見解を変えることは少ないだろうと考えると、それもまたその程度において 将来の判例を予測する材料だということができよう…。その意味で、傍論にも1つのはたらきが認められるのである。」と述べている。

#### 否定説
一方、かつて最高裁判所裁判官を務めた現・弁護士で、法学者でもある園部逸夫は、2010年2月の産経新聞によるインタビューにて、「アメリカには、このstare decisisとobiter dictumのこの二つの判例があることは確かです。なぜかというと、アメリカの判決は長いんです。日本みたいに簡潔じゃないんだから。長いから、どれが先例法理で、どれが付け加えの傍論であるということをはっきりさせないと、どこまでが判例かということがわからない。それで、判例変更というのは、傍論の部分じゃない、先決法理（先例法理？）の部分を判決として、それを変更したり、それに従ったりするというのがアメリカの考え方。で、この傍論なる言葉を、どこの誰、どこのバカが覚えたのかしらないけど、やたら傍論、傍論と日本で言い出すようになっちゃった。」と述べ、また、それに先立つ2001年、自ら執筆して学術誌に寄稿した論文にて、「日本の裁判所の判決では、判決要旨とそれ以外の部分に分けて構成したり理解することはあるが、先例法理と傍論という分け方はしない。最高裁判所の判決では、私の経験では、傍論的意見は裁判官の個別意見か調査官解説に譲るのが原則である。」と述べている。
上述の法律が規定する「判例」に関連し、下（#最高裁判所における事例）でも挙げられている（肯定説だと「傍論」とされることの多い）「外国人地方参政権裁判」における「部分的許容説」を示した部分（の将来における見直し）について、2010年2月19日付の産経新聞によるインタビュー記事の中で、園部は、「最高裁大法廷で判決を見直すこともできる。それは時代が変わってきているからだ。判決が金科玉条で一切動かせないとは私たちは考えてない。その時その時の最高裁が、日本国民の風潮を十分考えて、見直すことはできる。」と述べていて、「最高裁大法廷で判決を見直す」対象たる、裁判所法第10条3号の定める、いわゆる「判例変更」のケースに該当するとの考えを示している。

### 下級裁判所における「ねじれ判決」
なお、小泉首相参拝訴訟などが代表例だが、最高裁判所でない、下級裁判所（下級審）の判決において、例えば、判決の主文（その主文の理由となる判決理由の部分でも）で被告を勝訴させながら、敗訴したはずの原告に有利（＝勝訴したはずの被告に不利益）な法解釈や事実認定が、主文の理由と関係のない判決理由の部分で為されることが有る（いわゆる、「ねじれ判決」）。この場合、被告は、勝訴している訳だから、その主文の理由と関係のない判決理由の部分に対して不服が有っても、上訴することが出来ない。それに対し、原告は、敗訴しているので上級審への上訴が可能だが、この主文の理由と関係のない判決理由の部分にて望みを達したとして上訴せず、そのまま判決を確定させることが出来てしまう。このように、判決の主文（その主文の理由となる判決理由の部分でも）で勝訴した側にとって不利益（＝敗訴した側に有利）な法解釈や事実認定が、主文の理由と関係のない判決理由の部分にて行われた場合において、その主文の理由と関係のない判決理由の部分を指して、「傍論」、「法的拘束力を持たない傍論」、「判例としての効力を持たない傍論」などと批判されることが有る。この場合の「傍論」という用法は、本来の英米法における用法に照らすとすればさほど的外れではないという解釈が成り立ちそのような見解が述べられることがあるが、そもそも日本の判例は厳密に法的拘束力というものを持たず、のちの判決を実務において事実上拘束する法解釈を説示しているだけにとどまるのであり、やはり不適切な言い方になってしまうのである。そもそもこの場合「法解釈」として裁判所はどのような解釈を取るかという説示に過ぎない「判決理由」を、法的に拘束力があるものと捉えてしまう誤解からその論が組み立てられている。
このような、判決の主文の理由と関係のない見解、すなわち、その事件の判決を出すために必須と言えない見解でありながら、裁判当事者や立法府にとっては看過できないような文言を裁判所が判決理由の中で述べ、また下級裁判所でなされた判決のばあい、その論点を不服とした訴訟の一方当事者の上訴権を奪ってしまうことの是非については、現職の職業裁判官の間でも、また、法曹界の全体や法学界をも巻き込んで、賛否両論が展開されている。

### 「傍論」と論じられることが有る著名な事例
裁判所が、その事件の判決を出すために必須と言えない見解を述べることがあり、これが一定の意義を持つことが有る。

#### 最高裁判所における事例
皇居前広場事件 1953年12月23日
公園使用不許可処分の取消については、申請した期日の経過によって法律上の利益を喪失したとする訴訟終了をしつつ、決定文において、公園使用不許可処分を違法ではないとする実体判断を示した。
朝日訴訟 1967年5月24日
「念のため判決」として有名。原告死亡による訴訟終了ながら、生存権の性格につき、詳細に意見を述べている。
白鳥決定（白鳥事件） 1975年5月20日
冤罪である可能性が一部で指摘されているが、再審請求そのものは、棄却された。但し、この棄却の決定文の中において、「再審制度においても『疑わしいときは被告人の利益に』という刑事裁判の鉄則が適用される」との判断を述べた。日本における、その後の冤罪（とされる）事件の再審請求において、必ずと言って良いほど援用・引用される。
永山則夫連続射殺事件 1983年7月8日
「永山基準」として有名。永山判決における死刑適用基準である「永山基準」は、9つの項目で構成されるが、全てが永山判決のために必要だったわけでない。裁判所が死刑判決をする際、「永山基準」を踏まえることが多かったこともあり、一定の意義を持つ。なお、この「永山基準」は、光市母子殺害事件での判断により、事実上、修正された、という見解も存在する。
外国人地方参政権裁判（日本における外国人参政権） 1995年2月28日
原告敗訴の判決だが、法律をもって外国人に地方の参政権を付与することは、憲法上、必ずしも禁止されていない、とする「部分的許容説」の立場を示した。なお、この「部分的許容説」を示した部分は、現行憲法の下での外国人への地方参政権の付与を合憲とする側により、理論的な根拠として挙げられることがある。これに対し、それを違憲とする側からの反論として、「傍論は、法的拘束力を持たない・法源性を持たない」と主張されることがある。が、そもそも、上（#法源性の有無）で述べたように、判決理由全体についてすら法源性の有無について学説によって見解が分かれている状況なのであるから、また、上（#効果（拘束力））で述べたように、そもそも、日本法における判決理由は、全体が法的拘束力を有さないのであるから、いずれにしても、注意が必要である。
- ところで、直接この判決に最高裁判所裁判官として関与した、上（#否定説）でも挙げられている園部逸夫は、自ら執筆して学術誌に寄稿した論文にて、「判例集は、第三の部分を判例とし、第一と第二は判例の先例法理を導くための理由付けに過ぎない。第一、第二とも裁判官全員一致の理由であるが、先例法理ではない。第一を先例法理としたり第二を傍論又は少数意見としたり、あるいは第二を重視したりするのは、主観的な批評に過ぎず、判例の評価という点では、法の世界から離れた俗論である。」と述べていて、外国人地方参政権の付与に反対する側に見られる「第一を先例法理としたり第二を傍論又は少数意見としたり」する論法をも、また、外国人地方参政権の付与を否定および肯定する双方に見られる「第二を重視したりする」論法をも、双方について、「主観的な批評に過ぎず、判例の評価という点では、法の世界から離れた俗論である。」と批判している。
- 一方、新聞のインタビュー記事において、園部は、第二について、「確かに本筋の意見ではないですよね。つけなくても良かったかもしれません。そういう意味で、中心的なあれ（判決理由）ではないけども、一応ついてると。それを傍論というか言わないかは別として、（1）と（3）があればいいわけだと、（2）なんかなくてもいいんだと、でも、（2）をつけようとしたのには、みんながそれなりの思いがあったんだと思いますね。みんなで。」とも述べている。。
- なお、この裁判から10年後の2005年、ある在日韓国人が日本国籍を有さないために公務員管理職試験の受験を拒否されたことから争われた、別の裁判の最高裁判決（最判平成17・1・26）があり、その最高裁判所調査官解説の中で、この判例の「部分的許容説」部分についても言及されていて、そこには、「この説示は傍論である」とされている。
- また、外国人地方参政権裁判#平成7年最高裁判決における判例と「傍論」で挙げられている複数の政治家・新聞も、この部分を「傍論」としている。

#### 下級裁判所における事例
靖国神社参拝訴訟 大阪高裁判決 2005年9月30日
内閣総理大臣の靖国神社参拝への訴訟で賠償請求が棄却され、原告が敗訴したが、いわゆる「ねじれ判決」により、「参拝は違憲」とする判断を示した。（大阪高裁の靖国違憲判断が確定・大阪高裁、小泉首相の靖国参拝に違憲判断を参照。）
なお、小泉首相参拝訴訟も参照のこと。
自衛隊イラク派遣訴訟 名古屋高裁判決 2008年4月17日
自衛隊のイラクでの活動に対する違憲の確認と派遣の差し止め及び損害賠償を求める訴訟について、原告敗訴としながら、いわゆる「ねじれ判決」により、「一部違憲」とする判断を示した。
判決を受けた翌日、記者からの質問に航空幕僚長（当時）の田母神俊雄が「そんなの関係ねえ」と発言。発言についての質問主意書が第169国会にて提出され、政府は、国側勝訴の判決とした上で、憲法九条に違反するとの判決理由の部分について「判決の結論を導くのに必要のない傍論にすぎず、政府としてこれに従う、従わないという問題は生じない」と考えている旨を答弁している。

## その他の法域における「傍論」の存否・効力
英米法以外の法域の判決についても用いることがある。